# Reacción de Sandmeyer
La reacción de Sandmeyer permite la sustitución de un grupo amino (H2N−) en una amina aromática primaria por los grupos Cl−, Br− o CN−. Esto se consigue mediante la formación primero de la correspondiente sal de diazonio, que a continuación se hace reaccionar con la respectiva sal de cobre(I): CuCl, CuBr o CuCN.
El uso de las sales cuprosas se hace imprescindible para la obtención con éxito de cloruros, bromuros y nitrilos aromáticos a partir de sales de diazonio.

## Mecanismo
Aunque no del todo conocido, se piensa que el mecanismo transcurre a través de radicales, actuando el Cu(I) de catalizador.
Una reacción relacionada es la Reacción de Schiemann para sustituir el catión diazonio por un átomo de flúor.